# Campeonato Sub-17 de la OFC 1999
El Campeonato Sub-17 de la OFC 1999 fue la octava edición de dicho torneo. Se llevó a cabo entre el 1 y el 14 de mayo en las ciudades de Ba, Nadi y Lautoka de Fiyi.
Participaron once selecciones: Australia, Fiyi, Islas Cook, Islas Salomón, Nueva Caledonia, Papúa Nueva Guinea, Samoa, Samoa Americana, Tahití, Tonga y Vanuatu. Fueron divididos en dos grupos de seis y cinco equipos cada uno, y posteriormente accedieron a una fase eliminatoria. Australia ganó el torneo por séptima vez y clasificó a un repechaje ante Baréin por un lugar en Copa Mundial de 1999.

## Equipos participantes
En cursiva los debutantes.
| Equipos participantes | Equipos participantes | Equipos participantes | Equipos participantes |
| --------------------- | --------------------- | --------------------- | --------------------- |
| Australia             | Fiyi                  | Islas Cook            | Islas Salomón         |
| Nueva Caledonia       | Papúa Nueva Guinea    | Samoa                 | Samoa Americana       |
| Tahití                | Tonga                 | Vanuatu               |                       |

## Primera fase

### Grupo A
| Selección          | Pts | PJ | PG | PE | PP | GF | GC | Dif |
| ------------------ | --- | -- | -- | -- | -- | -- | -- | --- |
| Australia          | 15  | 5  | 5  | 0  | 0  | 42 | 1  | 41  |
| Fiyi               | 12  | 5  | 4  | 0  | 1  | 33 | 5  | 28  |
| Vanuatu            | 9   | 5  | 3  | 0  | 2  | 32 | 15 | 17  |
| Papúa Nueva Guinea | 6   | 5  | 2  | 0  | 3  | 10 | 26 | -16 |
| Islas Cook         | 1   | 5  | 0  | 1  | 4  | 2  | 31 | -29 |
| Samoa Americana    | 1   | 5  | 0  | 1  | 4  | 3  | 44 | -41 |

| Fecha              | Lugar |                    |                               | Resultado |                               |                    |
| ------------------ | ----- | ------------------ | ----------------------------- | --------- | ----------------------------- | ------------------ |
| 1 de mayo de 1999  | Fiyi  | Australia          | Bandera de Australia          | 2:1       | Bandera de Fiyi               | Fiyi               |
| 1 de mayo de 1999  | Fiyi  | Vanuatu            | Bandera de Vanuatu            | 11:0      | Bandera de Islas Cook         | Islas Cook         |
| 1 de mayo de 1999  | Fiyi  | Papúa Nueva Guinea | Bandera de Papúa Nueva Guinea | 8:0       | Bandera de Samoa              | Samoa              |
| 3 de mayo de 1999  | Fiyi  | Australia          | Bandera de Australia          | 8:0       | Bandera de Papúa Nueva Guinea | Papúa Nueva Guinea |
| 3 de mayo de 1999  | Fiyi  | Islas Cook         | Bandera de Islas Cook         | 2:2       | Bandera de Samoa Americana    | Samoa Americana    |
| 3 de mayo de 1999  | Fiyi  | Fiyi               | Bandera de Fiyi               | 5:2       | Bandera de Vanuatu            | Vanuatu            |
| 5 de mayo de 1999  | Fiyi  | Australia          | Bandera de Australia          | 8:0       | Bandera de Islas Cook         | Islas Cook         |
| 5 de mayo de 1999  | Fiyi  | Fiyi               | Bandera de Fiyi               | 10:1      | Bandera de Papúa Nueva Guinea | Papúa Nueva Guinea |
| 5 de mayo de 1999  | Fiyi  | Vanuatu            | Bandera de Vanuatu            | 11:1      | Bandera de Samoa Americana    | Samoa Americana    |
| 7 de mayo de 1999  | Fiyi  | Australia          | Bandera de Australia          | 15:0      | Bandera de Samoa Americana    | Samoa Americana    |
| 7 de mayo de 1999  | Fiyi  | Fiyi               | Bandera de Fiyi               | 9:0       | Bandera de Islas Cook         | Islas Cook         |
| 7 de mayo de 1999  | Fiyi  | Vanuatu            | Bandera de Vanuatu            | 8:0       | Bandera de Papúa Nueva Guinea | Papúa Nueva Guinea |
| 10 de mayo de 1999 | Fiyi  | Fiyi               | Bandera de Fiyi               | 8:0       | Bandera de Samoa Americana    | Samoa Americana    |
| 10 de mayo de 1999 | Fiyi  | Australia          | Bandera de Australia          | 9:0       | Bandera de Vanuatu            | Vanuatu            |
| 10 de mayo de 1999 | Fiyi  | Papúa Nueva Guinea | Bandera de Papúa Nueva Guinea | 1:0       | Bandera de Islas Cook         | Islas Cook         |

### Grupo B
| Selección       | Pts | PJ | PG | PE | PP | GF | GC | Dif |
| --------------- | --- | -- | -- | -- | -- | -- | -- | --- |
| Islas Salomón   | 12  | 4  | 4  | 0  | 0  | 16 | 1  | 15  |
| Nueva Caledonia | 7   | 4  | 2  | 1  | 1  | 7  | 7  | 0   |
| Tahití          | 6   | 4  | 2  | 0  | 2  | 11 | 9  | 2   |
| Samoa           | 3   | 4  | 1  | 0  | 3  | 4  | 13 | -9  |
| Tonga           | 1   | 4  | 0  | 1  | 3  | 0  | 8  | -8  |

| Fecha              | Lugar |                 |                               | Resultado |                               |                 |
| ------------------ | ----- | --------------- | ----------------------------- | --------- | ----------------------------- | --------------- |
| 1 de mayo de 1999  | Fiyi  | Islas Salomón   | Bandera de Islas Salomón      | 6:1       | Bandera de Polinesia Francesa | Tahití          |
| 1 de mayo de 1999  | Fiyi  | Samoa           | Bandera de Samoa              | 4:0       | Bandera de Tonga              | Tonga           |
| 3 de mayo de 1999  | Fiyi  | Tahití          | Bandera de Polinesia Francesa | 6:0       | Bandera de Samoa              | Samoa           |
| 3 de mayo de 1999  | Fiyi  | Islas Salomón   | Bandera de Islas Salomón      | 5:0       | Bandera de Nueva Caledonia    | Nueva Caledonia |
| 5 de mayo de 1999  | Fiyi  | Tahití          | Bandera de Polinesia Francesa | 2:0       | Bandera de Tonga              | Tonga           |
| 5 de mayo de 1999  | Fiyi  | Nueva Caledonia | Bandera de Nueva Caledonia    | 4:0       | Bandera de Samoa              | Samoa           |
| 7 de mayo de 1999  | Fiyi  | Nueva Caledonia | Bandera de Nueva Caledonia    | 0:0       | Bandera de Tonga              | Tonga           |
| 7 de mayo de 1999  | Fiyi  | Islas Salomón   | Bandera de Islas Salomón      | 3:0       | Bandera de Samoa              | Samoa           |
| 10 de mayo de 1999 | Fiyi  | Tahití          | Bandera de Polinesia Francesa | 2:3       | Bandera de Nueva Caledonia    | Nueva Caledonia |
| 10 de mayo de 1999 | Fiyi  | Tonga           | Bandera de Tonga              | 0:2       | Bandera de Islas Salomón      | Islas Salomón   |

## Segunda fase

### Semifinales
| Fecha              | Lugar   |               |                          | Resultado |                            |                 |
| ------------------ | ------- | ------------- | ------------------------ | --------- | -------------------------- | --------------- |
| 12 de mayo de 1999 | Nadi    | Australia     | Bandera de Australia     | 8:0       | Bandera de Nueva Caledonia | Nueva Caledonia |
| 12 de mayo de 1999 | Lautoka | Islas Salomón | Bandera de Islas Salomón | 3:4       | Bandera de Fiyi            | Fiyi            |

### Final
| Fecha              | Lugar   |           |                      | Resultado |                 |      |
| ------------------ | ------- | --------- | -------------------- | --------- | --------------- | ---- |
| 12 de mayo de 1999 | Lautoka | Australia | Bandera de Australia | 5:0       | Bandera de Fiyi | Fiyi |

| Bandera de Australia |
| Campeón Australia    |
| 7.mo título          |